# Bobrowniki (województwo lubuskie)
Bobrowniki (niem. Bobernig) – wieś w Polsce, położona w województwie lubuskim, w powiecie nowosolskim, w gminie Otyń, w pobliżu rezerwatu przyrody Bukowa Góra.
W latach 1975–1998 miejscowość należała administracyjnie do województwa zielonogórskiego.

## Nazwa
W przeciągu wieków nazwa miejscowości ulegała zmianom, a odnotowane warianty to: Bobirnig (1417), Bobernik (1516), Bobernig (1791), Boberniki (1945) i Bobrowniki (1947).
15 marca 1947 r. nadano miejscowości polską nazwę Bobrowniki.

## Historia
Najstarsze znane wzmianki o miejscowości pochodzą z 1384 roku. Po 1649 r. Bobrowniki należały do jezuitów z Otynia. Po likwidacji zakonu pod koniec XVIII w. właścicielem miejscowości został książę kurlandzki Piotr Biron.
W 1933 r. w miejscowości mieszkały 654 osoby, a w 1939 r. – 706 osób. W czasie II wojny światowej w miejscowości znajdował się obóz dla francuskich i radzieckich jeńców wojennych.

### Właściciele miejscowości
- 1384 – rodzina rycerska von Zabeltitz
- 1516 – ród von Rechenberg
- po 1649 – zakon jezuitów (prepozytura Otyń)
- koniec XVIII w. – Piotr Biron
- księżna żagańska Dorota de Talleyrand-Perigord i jej syn Aleksander Dino
- po 1879 – rodzina von Lauecken-Wackenitz[4]

## Demografia
Liczba mieszkańców miejscowości w poszczególnych latach:
| Rok  | Ilość mieszkańców |
| ---- | ----------------- |
| 1933 | 654               |
| 1939 | 706               |
| 1998 | 658               |
| 2002 | 673               |
| 2009 | 703               |
| 2011 | 725               |
| 2021 | 697               |